# Andhrimnir
W mitologii nordyckiej Andhrimnir był kucharzem Asów i Einherjarów. Każdego dnia zabijał on kosmicznego dzika, Sahrimnira, i gotował go w Eldhrimnir - swoim kotle obdarzonym magicznymi mocami. Tej samej nocy dzik był przywracany do życia, aby można było go zjeść następnego dnia.